# Sergio Badilla Castillo

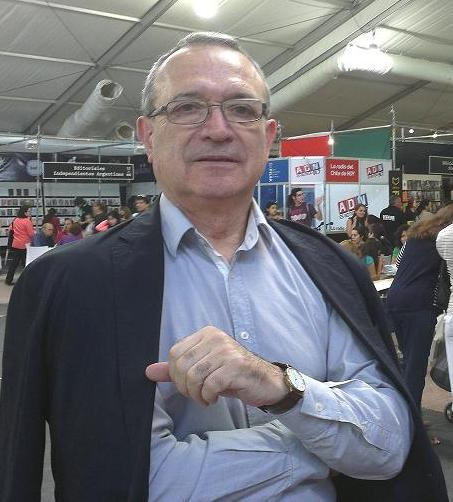
Sergio Badilla Castillo, 2013

Sergio Badilla Castillo (* 30. November 1947 in Valparaíso) ist ein chilenischer Dichter, Essayist, Übersetzer und Universitätsprofessor. Er gilt als Begründer der transrealistischen Tendenz in der modernen Poesie. Badilla Castillo wurde durch die moderne finnische und schwedische Poesie und besonders durch die nordische Mythologie beeinflusst.

## Wichtige Werke
- 1989 Terrenalis. Verlag Bikupa, Stockholm (Gedichte)
- 1996 Nordisches Saga. Verlag Monteverdi, Santiago de Chile (Gedichte)
- 2003 Das Ängstliche Anstarren des Bastards. Verlag Valparaíso (Gedichte)
- 2005 Transrealistische Gedichte und Einige Evangelien. Verlag Aura Latina, Santiago/Stockholm (Gedichte)